# Венцлов
Венцлов (нем. Wenzlow) — община в Германии, в земле Бранденбург.
Входит в состав района Потсдам-Миттельмарк. Подчиняется управлению Цизар.  Население составляет 562 человека (на 31 декабря 2010 года). Занимает площадь 20,37 км².
| Год  | Население |
| ---- | --------- |
| 2005 | 611       |
| 2010 | 557       |